# Amerigo Restucci
Amerigo Restucci (Matera, 10 novembre 1942) è un architetto italiano.

## Biografia
Laureato in architettura, dal 1987 al 1995 ha insegnato presso la Scuola di Specializzazione in Archeologia e Storia dell'Arte dell'Università degli Studi di Siena. Dal 1989 al 1994 è stato eletto nel Consiglio Superiore del Ministero dei Beni Culturali esaminando i restauri della cupola di Santa Maria del Fiore a Firenze, del Ponte Sisto a Roma, delle Torri medioevali di Pavia e della Reggia di Caserta.
Dal 1992 è nel Consiglio Direttivo dell'ICOMOS-UNESCO per la tutela del patrimonio mondiale nel settore dei monumenti e dell'ambiente. Nel 1996 è stato nominato nel comitato internazionale per lo studio ed il restauro della Basilica di Sant'Antonio a Padova. Dal 1999 è Presidente dell'Accademia delle belle arti di Venezia.
Nel 2002 è stato eletto nel Consiglio di amministrazione della Biennale di Venezia e nel 2004 ha ricevuto l'incarico da parte del Dipartimento per lo sviluppo e la competitività del turismo e dell'APT della Basilicata per la progettazione degli itinerari di Federico II di Svevia in Basilicata e Puglia. 
È professore ordinario di Storia dell'Architettura presso la Facoltà di Architettura dell'Università IUAV di Venezia; dopo essere diventato nel 2006 pro-rettore della stessa università, dal novembre 2009 è diventato Rettore.
Nel 2015 ha coordinato l'elaborazione del dossier di candidatura de "Il paesaggio vitivinicolo del Prosecco di Conegliano e Valdobiaddene" nella Lista del Patrimonio Mondiale dell'Umanità UNESCO, trasmesso formalmente dal governo italiano il 25 gennaio 2017 e approvato dalla Assemblea Nazionale UNESCO, che ha inserito il Sito del Paesaggio di Coneglianno Valdobbiadene nella lista del Patrimonio Mondiale dell'Umanità UNESCO.

## Opere accademiche
- Matera, i Sassi. Manuale del recupero, 1998.